# Bhutan op de Olympische Zomerspelen 2020
Bhutan nam deel aan de Olympische Zomerspelen 2020 in Tokio, Japan. De selectie bestond uit vier atleten, actief in vier verschillende disciplines. De atleten wisten geen medailles te behalen. 

## Atleten
Hieronder volgt een overzicht van de atleten die zich reeds hebben verzekerd van deelname aan de Olympische Zomerspelen 2020.
| sport        | mannen | vrouwen | totaal |
| ------------ | ------ | ------- | ------ |
| Boogschieten | 0      | 1       | 1      |
| Judo         | 1      | 0       | 1      |
| Schietsport  | 0      | 1       | 1      |
| Zwemmen      | 1      | 0       | 1      |
| totaal       | 2      | 2       | 4      |

## Sporten

### Boogschieten
Vrouwen
| atleet | onderdeel   | plaatsingsronde | plaatsingsronde | eerste ronde         | tweede ronde         | derde ronde          | kwartfinale          | halve finale         | finale / BM          | finale / BM |
| atleet | onderdeel   | score           | rang            | tegenstander uitslag | tegenstander uitslag | tegenstander uitslag | tegenstander uitslag | tegenstander uitslag | tegenstander uitslag | rang        |
| ------ | ----------- | --------------- | --------------- | -------------------- | -------------------- | -------------------- | -------------------- | -------------------- | -------------------- | ----------- |
| Karma  | individueel | 616             | 56              | D Kumari V 0 – 6     | niet geplaatst       | niet geplaatst       | niet geplaatst       | niet geplaatst       | niet geplaatst       | 33          |

### Judo
Mannen
| atleet          | onderdeel | eerste ronde         | tweede ronde         | kwartfinale          | halve finale         | herkansing           | finale / BM          | finale / BM    |
| atleet          | onderdeel | tegenstander uitslag | tegenstander uitslag | tegenstander uitslag | tegenstander uitslag | tegenstander uitslag | tegenstander uitslag | rang           |
| --------------- | --------- | -------------------- | -------------------- | -------------------- | -------------------- | -------------------- | -------------------- | -------------- |
| Ngawang Namgyel | −60 kg    | Akkuş V 001–100      | niet geplaatst       | niet geplaatst       | niet geplaatst       | niet geplaatst       | niet geplaatst       | niet geplaatst |

### Schietsport
Vrouwen
| atlete         | onderdeel        | kwalificaties | kwalificaties | finale         | finale         |
| atlete         | onderdeel        | punten        | rang          | punten         | rang           |
| -------------- | ---------------- | ------------- | ------------- | -------------- | -------------- |
| Lenchu Kunzang | 10 m luchtgeweer | 618,1         | 43            | niet geplaatst | niet geplaatst |

### Zwemmen
Mannen
| atleet        | onderdeel        | series | series | halve finale   | halve finale   | finale         | finale         |
| atleet        | onderdeel        | tijd   | rang   | tijd           | rang           | tijd           | rang           |
| ------------- | ---------------- | ------ | ------ | -------------- | -------------- | -------------- | -------------- |
| Sangay Tenzin | 100 m vrije slag | 57,57  | 68     | niet geplaatst | niet geplaatst | niet geplaatst | niet geplaatst |